# Jürgen Polzin
Jürgen Polzin (* 1949 in Dresden) ist ein ehemaliger deutscher Schauspieler.

## Leben
Jürgen Polzin studierte an der Hochschule für Schauspielkunst „Ernst Busch“ Berlin. Hinsichtlich seiner Bühnenlaufbahn konnte wenig in Erfahrung gebracht werden. Ab 1987 verkörperte er wiederholt die Rolle des Old Shatterhand auf der Felsenbühne Rathen. Ab 1993 gastierte er mehrfach bei den Störtebeker-Festspielen in Ralswiek auf Rügen, im Jahr 2000 spielte er erneut Old Shatterhand, diesmal im Freilichttheater Waldenburg, wo er auch als Regisseur arbeitete. Ferner schrieb er Drehbücher für Winnetou I und Winnetou II.
Bis 2004 stand Polzin als Schauspieler auch vor der Kamera, beispielsweise im DDR-Fernsehen in der Unterhaltungsserie Mensch Hermann, nach der Wende war er als Gastdarsteller in Reihen wie Derrick oder Tatort zu sehen.

## Filmografie
- 1982: Der Mann von der Cap Arcona
- 1983: Unser bester Mann
- 1984: Weißblaue Geschichten (Fernsehserie, 1 Folge)
- 1985: Polizeiruf 110 – Traum des Vergessens
- 1985: Zahn um Zahn – Helfer in der Not
- 1985: Der Staatsanwalt hat das Wort – Verblendet
- 1985: Sachsens Glanz und Preußens Gloria – Brühl
- 1986: Ernst Thälmann
- 1986: Polizeiruf 110 – Gier
- 1987: Mensch Hermann (5 Folgen als Jürgen Freitag)
- 1989: Vera – Der schwere Weg der Erkenntnis
- 1990: Heidi und Erni – Die Heimkehr
- 1990: Ein Schloß am Wörthersee – Der Schönheitschirurg
- 1990–1991: Verkehrsgericht (Fernsehserie, 2 Folgen)
- 1991: Derrick – Der Tote spielt fast keine Rolle
- 1992: Herr Ober!
- 1992: Aktenzeichen XY … ungelöst
- 1992: Lilli Lottofee
- 1992: Forsthaus Falkenau – Der Schützenkönig
- 1995: Ein Bayer auf Rügen (Fernsehserie, 1 Folge)
- 1995: Tatort – Die schwarzen Bilder
- 1996: Die Flughafenklinik – Pretty Baby
- 1999: Die Wache – Zweimal kommt der Tod
- 1999: Tatort – Todesangst
- 2000: In aller Freundschaft (2 Folgen als Guido Sperling)
- 2001: Streit um drei (Fernsehserie, 1 Folge)
- 2004: Polizeiruf 110 – Dumm wie Brot